# GOOD Music
G.O.O.D. Music é uma gravadora americana fundada pelo rapper e produtor Kanye West em 2004. "GOOD" é um  acrónimo para "Getting Out Our Dreams" (algo como "Colocando Nossos Sonhos para Fora"). A gravadora tem contratos com Big Sean, John Legend, Pusha T, Mos Def, Mr Hudson,  Stirling-BC  entre outros.

## História

### 2004–07: Formação
A GOOD Music tem uma rápida e bem sucedida história no mercado, John Legend e o rapper Common foram convidados por West a cantar com a gravadora, seus álbuns Get Lifted e Be (ambos produzidos executiva e musicalmente por West) foram aclamados pelas críticas e juntos ganharam 12 Grammy Awards, ambos os álbuns também foram sucesso de vendas no Estados Unidos.
Consequence entrou em 2005 em associação com a Columbia Records. Em 2007, Big Sean também assinou com a gravadora.

### 2008–12: Em busca de Novos Talentos
Em 2008, depois de ouvir o álbum de estréia de Mr Hudson, West o convidou para entrar,  depois assinou com Kid Cudi.
Em 2010, a gravadora contratou Pusha T, Mos Def e Cyhi the Prynce, mas Consequence resolver buscar novos caminhos e rompeu com a gravadora.
Já em 2011, entraram o cantor nigeriano D'banj e seu produtor Don Jazzy.
Big Sean finalmente lançou seu álbum de estréia Finally Famous. Em 2011, Yeezy convidou uma das lendas do hip hop americano: Q-Tip.
Em 2012, Yeezy convidou o jovem Travis Scott para entrar para o grupo, o jovem talento é um rapper americano e produtor de discos de Houston, Texas, que além de produzir algumas musicas do Cruel Summer ainda fez uma participação no álbum Yeezus de Kanye.

### 2012–13: A BOA Família cresce em quantidade e sucesso. Big Sean, Kanye West, 2 Chainz, Kid Cudi
Em meados de 2012, Kanye West assinou com a primeira cantora da gravadora: Teyana Taylor ex-   Star Trak
Dia 14 de setembro foi lançado o primeiro álbum em conjunto com seus membros, Cruel Summer teve a participação de Kanye West, Big Sean, 2 Chainz, John Legend, |Kid Cudi,Pusha T, 2 Chainz, Teyana Taylor, D'banj, Common, Malik Yusef, Travis Scott e também amigos convidados como Jay-Z, R Kelly, Raekwon, DJ Khaled, The-Drean, Marsha Ambrosius entre outros.
O mesmo nome foi usado no curta-metragem feito por West no Qatar, onde Kid Cudi vivia o protagonista. O filme estreou em Agosto no Festival de Cannes.

### 2013–Presente
Em 2 de abril de 2013, Kid Cudi anunciou na rádio Power 106 que não é mais parte da gravadora, deixando após descobrir que um vocal antigo seu foi lançado no álbum de Kanye West, Yeezus. Cudi disse se sentir "pouco utilizado" e que preferia seguir gravando algo mais particular. A rescisão foi feita de forma amigável.
Em novembro de 2015, Pusha T se tornou o presidente da gravadora.

## Artistas
Membros da gravadora:
| Artista                                                                        | Ano do contrato | Álbuns pela gravadora |
| ------------------------------------------------------------------------------ | --------------- | --------------------- |
| John Legend                                                                    | 2004            | 5                     |
| Malik Yusef                                                                    | 2005            | 1                     |
| Big Sean                                                                       | 2007            | 3                     |
| Mr Hudson                                                                      | 2008            | 1                     |
| CyHi the Prince                                                                | 2010            | —                     |
| Pusha T                                                                        | 2010            | 3                     |
| D'banj                                                                         | 2011            | —                     |
| Mos Def                                                                        | 2011            | —                     |
| Q-Tip                                                                          | 2011            | —                     |
| Teyana Taylor                                                                  | 2012            | 1                     |
| Ryan McDermott                                                                 | 2013            | —                     |
| Kacy Hill                                                                      | 2014            | 1                     |
| HXLT                                                                           | 2015            | —                     |
| Killa Dogg                                                                     | 2016            |                       |
| Desiigner,OG Riko(aka Higor Freshizy{{Https://www.facebook.com/higor.cameia}}) | 2016            | —                     |

 Tyga ( aka T-raww)

Ex membros:
| Artista       | Tempo na gravadora | Álbuns pela gravadora |
| ------------- | ------------------ | --------------------- |
| Really Doe    | 2004—2008          | —                     |
| GLC           | 2004—2010          | —                     |
| Tony Williams | 2004—2010          | —                     |
| Common        | 2004—2010          | 3                     |
| Consequence   | 2004—2011          | 1                     |
| Sa-Ra         | 2005—2007          | —                     |
| Kid Cudi      | 2008—2013          | 3                     |
| Don Jazzy     | 2011—2012          | —                     |

Migos Um grupo formado por três jovens considerados como os sucessores do antigo grupo de r.a.p NWA

## Discografia
| Artista                   | Álbum                                                                | Lançado                 | Grammy's Vencidos/ Indicações | Billboard 200      |
| ------------------------- | -------------------------------------------------------------------- | ----------------------- | ----------------------------- | ------------------ |
| Kanye West                | The College Dropout (em parceria com Roc-A-Fella)                    | - 2004, 10 de Fevereiro | 2/6                           | Chart Position: 2  |
| John Legend               | Get Lifted (em parceria com Columbia)                                | - 2004, 28 de Dezembro  | 3/8                           | Chart Position: 4  |
| Common                    | Be (em parceria com Geffen)                                          | - 2005, 24 de Maio      | 0/4                           | Chart Position: 1  |
| Kanye West                | Late Registration (em parceria com with Roc-A-Fella)                 | - 2005, 30 de Agosto    | 3/5                           | Chart Position: 1  |
| John Legend               | Once Agai (em parceria com Columbia)                                 | - 2006, 24 de Outubro   | 2/3                           | Chart Position: 3  |
| Consequence               | Don't Quit Your Day Job! (em parceria com Columbia)                  | - 2007, 6 de Março      | 0/0                           | Chart Position: -  |
| Common                    | Finding Forever (em parceria com Geffen)                             | - 2007, 31 de Julho     | 0/2                           | Chart Position: 1  |
| Kanye West                | Graduation (em parceria com Roc-A-Fella)                             | - 2007, 11 de Setembro  | 3/6                           | Chart Position: 1  |
| John Legend               | Evolver (em parceria com Columbia)                                   | - 2008, 28 de Outubro   | 0/2                           | Chart Position: 4  |
| Kanye West                | 808s & Heartbreak (em parceria com Roc-A-Fella)                      | - 2008, 24 de Novembro  | 0/1                           | Chart Position: 1  |
| Common                    | Universal Mind Control (em parceria com Geffen)                      | - 2008, 9 de Dezembro   | 0/0                           | Chart Position: 12 |
| Malik Yusef               | G.O.O.D. Morning, G.O.O.D. Night                                     | - 2009, 2 de Junho      | 0/0                           | Chart Position:    |
| Kid Cudi                  | Man on the Moon (em parceria com Universal Motown)                   | - 2009, 15 de Setembro  | 0/3                           | Chart Position: 4  |
| Mr Hudson                 | Straight No Chaser (em parceria com Mercury)                         | - 2009, 19 de Outubro   | 0/0                           | Chart Position: -  |
| John Legend and The Roots | Wake Up! (em parceria com Columbia)                                  | - 2010, 21 de Setembro  | 3/5                           | Chart Position: 8  |
| Kid Cudi                  | Man on the Moon II (em parceria com Universal Motown)                | - 2010. 9 de Novembro   | 0/0                           | Chart Position: 3  |
| Kanye West                | My Beautiful Dark Twisted Fantasy (em parceria com with Roc-A-Fella) | - 2010, 22 de Novembro  | 3/5                           | Chart Position: 1  |
| Big Sean                  | Finally Famous (em parceria com Def Jam)                             | - 2011, 28 de Junho     | 0/0                           | Chart Position: 3  |
| G.O.O.D. Music            | Cruel Summer (em parceria com Def Jam)                               | - 2012, 18 de Setembro  | 0/2                           | Chart Position: 2  |
| Kid Cudi                  | Indicud (em parceria com Republic)                                   | - 2013, 16 de Abril     | -                             | Chart Position: 2  |
| Kanye West                | Yeezus (em parceria com with Def Jam)                                | - 2013, 18 de Junho     |                               | Chart Position: 1  |
| Big Sean                  | Hall of Fame (em parceria com Def Jam                                | - 2013, 27 de Agosto    |                               | Chart Position: 1  |
| John Legend               | Love in the Future (em parceria com Columbia                         | - 2013, 3 de Setembro   |                               | Chart Position: 4  |
| Pusha T                   | My Name is My Name                                                   | - 2013, 8 de Outubro    |                               | Chart Position: 4  |
| Teyana Taylor             | VII                                                                  | - 2014, 14 de Novembro  |                               | Chart Position: 19 |
| Big Sean                  | Dark Sky Paradise                                                    | - 2015, 24 de Fevereiro |                               | Chart Position: 1  |
| Pusha T                   | King Push - Darkest Before Down: The Prelude                         | - 2015, 18 de Dezembro  |                               |                    |

| Total        | Vencidos | Indicados |
| Grammy Award | 19       | 52        |

## Very G.O.O.D. Beats
A G.O.O.D. Music também possui uma ala de produtores conhecida como "Very G.O.O.D. Beats"; também serve como uma parte de produtores da gravadora.

### Produtores
- I$H Sosera
- Evian Christ
- Hudson Mohawke
- Jeff Bhasker
- Travis Scott
- Kanye West
- Q-Tip
- Lifted
- No I.D.
- 88-Keys
- Symbolyc One (S1)
- Charlie Heat
- Benny Cassette
- Migos
- Tyga